# 獨孤部
獨孤部，中國古代部族，以獨孤氏為核心的匈奴部族。在五胡十六國時代開始被記載，他們被認為是南匈奴的一個分支，後加入鮮卑拓跋部，與拓跋氏通婚，成為拓跋部中的貴族。其後代多半被漢化，成為劉姓與獨孤姓的始祖。

## 歷史
獨孤部的歷史可以追溯到西晉的劉猛，為出身自南匈奴屠各部的後代。劉猛被殺後，其子劉副倫率領一部份部眾，亡命至鮮卑拓跋部，成為獨孤部的始祖。其餘的部眾則成為鐵弗部。
獨孤部與拓跋部的皇族拓跋氏之間，長期通婚。拓跋珪在前秦滅代國之後，就躲藏在賀蘭部與獨孤部之中，獨孤部也成為北魏勛臣八姓之一。

## 歷代獨孤部大人
1. 劉猛：烏利之子、去卑之弟。
2. 劉副侖：劉猛之子
3. 劉路孤：劉副侖之子？
4. 劉庫仁（？ - 383年殺）…劉路孤之子、代國南部大人
5. 劉眷（383年 - 385年殺）…劉庫仁之弟、代國北部大人
6. 劉顕（385年 - 387年）…劉庫仁之子
  - 劉羅辰…劉眷次男